# Dryopteris simasakii
Dryopteris simasakii är en träjonväxtart som först beskrevs av H. Itô, och fick sitt nu gällande namn av Kurata. Dryopteris simasakii ingår i släktet Dryopteris och familjen Dryopteridaceae. Utöver nominatformen finns också underarten D. s. paleacea.